# Pallini (Chalkidiki)

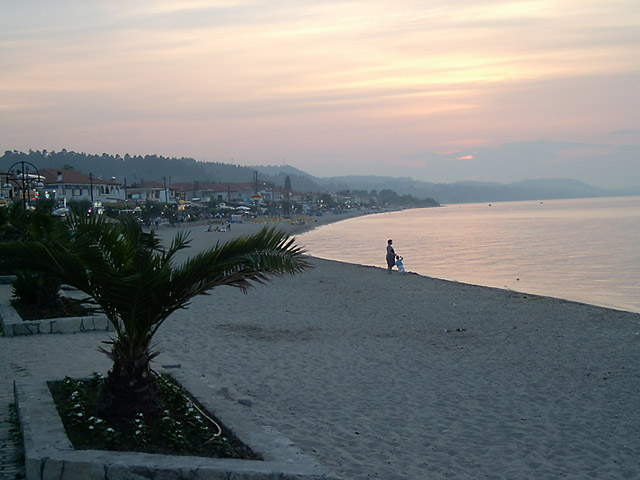
Sonnenaufgang am Strand von Polychrono. Im linken Hintergrund die Ortschaft Polychrono.

Pallini (griechisch Παλλήνη, (f. sg.); offizielle Bezeichnung Dimotiki Enotita Pallinis Δημοτική Ενότητα Παλλήνης, alternative Transkription Pallene) ist der südliche Gemeindebezirk der Gemeinde Kassandra auf der Halbinsel Chalkidiki in der griechischen Region Zentralmakedonien. Von 1997 bis 2010 war Pallini eine selbständige Gemeinde mit dem Verwaltungssitz in der Ortschaft Chaniotis, die größte Ortschaft ist Pefkochori. Der Name der Gemeinde ist der antiken Bezeichnung für die Halbinsel Kassandra entlehnt: Pallini oder Pallene.
Das Gebiet Pallinis nimmt den südlichen Teil der Halbinsel Kassandra (1. Finger oder Fuß der dreifingrigen Halbinsel Chalkidiki) ein und grenzte im Norden an den Gemeindebezirk Kassandra. Im Westen und Süden grenzen der Thermaische Golf, im Osten und Norden der Toronäische Golf an Pallini.